# علی‌آباد (اختیارآباد)
علی‌آباد، روستایی است از توابع بخش مرکزی شهرستان کرمان در استان کرمان ایران.

## جمعیت
این روستا در دهستان اختیارآباد  قرار دارد و براساس واپسین سرشماری مرکز آمار ایران که در سال ۱۳۸۵ صورت گرفته، جمعیت آن  ۴۲نفر (۱۰خانوار) بوده‌است.